# Piedade de Ponte Nova
Piedade de Ponte Nova är en kommun i Brasilien.   Den ligger i delstaten Minas Gerais, i den sydöstra delen av landet, 700 km sydost om huvudstaden Brasília. Antalet invånare är 4 063.
Omgivningarna runt Piedade de Ponte Nova är en mosaik av jordbruksmark och naturlig växtlighet. Runt Piedade de Ponte Nova är det ganska tätbefolkat, med 58 invånare per kvadratkilometer.